# Kristinn Jakobsson
Kristinn Jakobsson (Kópavogur, 1969. június 11. –) izlandi nemzetközi labdarúgó-játékvezető.

## Pályafutása

### Nemzeti kupamérkőzések
Vezetett Kupa-döntők száma: 2.

#### Izlandi Kupa
| Időpont         | Helyszín                            | Mérkőzés típusa | Mérkőzés          | Eredmény |
| --------------- | ----------------------------------- | --------------- | ----------------- | -------- |
| 1999. június 8. | Laugardalsvöllur Stadion, Reykjavík | döntő           | ÍA Akranes–Fylkir | 1 : 0    |

#### Liga-kupa
| Időpont        | Helyszín                 | Mérkőzés típusa | Mérkőzés                                           | Eredmény |
| -------------- | ------------------------ | --------------- | -------------------------------------------------- | -------- |
| 2006. május 1. | Városi Stadion, Garðabær | döntő           | Fimleikafélag Hafnarfjarðar–Keflavík Football Club | 3 : 2    |

### Nemzetközi játékvezetés
Az Izlandi labdarúgó-szövetség Játékvezető Bizottsága (JB) terjesztette fel nemzetközi játékvezetőnek, a Nemzetközi Labdarúgó-szövetség (FIFA) 1997-től tartotta nyilván bírói keretében. Több nemzetek közötti válogatott és klubmérkőzést vezetett. 2008-ban az UEFA JB az elit játékvezetők csoportjába sorolta. Az első izlandi játékvezető, aki a Bajnokcsapatok Ligájában vezethet mérkőzéseket. Az izlandi nemzetközi játékvezetők rangsorában, a világbajnokság-Európa-bajnokság sorrendjében többedmagával az 1. helyet foglalja el 13 találkozó szolgálatával. Válogatott mérkőzéseinek száma: 19 (2012).

#### Világbajnokság
Trinidad és Tobago rendezte a 2001-es U17-es labdarúgó-világbajnokságot, ahol a FIFA JB hivatalnoki feladatokkal bízta meg.
| Időpont              | Helyszín                      | Mérkőzés típusa        | Mérkőzés                   | Eredmény | Nézők száma |
| -------------------- | ----------------------------- | ---------------------- | -------------------------- | -------- | ----------- |
| 2001. szeptember 17. | Ato Boldon Stadion, Couva     | selejtező (C. csoport) | Spanyolország–Burkina Faso | 0 : 1    | 7 500       |
| 2001. szeptember 19. | Larry Gomes Stadion, Malabar  | selejtező (D. csoport) | Paraguay–Irán              | 3 : 2    | 4 000       |
| 2001. szeptember 23. | Dwight Yorke Stadion, Bacolet | egyik negyeddöntő      | Nigéria–Ausztrália         | 5 : 1    | 8 000       |

Négy világbajnoki döntőhöz vezető úton Dél-Koreába és Japánba a XVII., a 2002-es labdarúgó-világbajnokságra, Németországba a XVIII., a 2006-os labdarúgó-világbajnokságra, Dél-Afrikába a XIX., a 2010-es labdarúgó-világbajnokságra, valamint Brazíliába a XX., a 2014-es labdarúgó-világbajnokságra a FIFA JB bíróként alkalmazta.

##### 2002-es labdarúgó-világbajnokság
| Időpont           | Helyszín                      | Mérkőzés típusa           | Mérkőzés         | Eredmény | Nézők száma |
| ----------------- | ----------------------------- | ------------------------- | ---------------- | -------- | ----------- |
| 2001. április 25. | Lansdowne RoadStadion, Dublin | előselejtező (2. csoport) | Írország–Andorra | 1 : 2    | 35 000      |

##### 2006-os labdarúgó-világbajnokság
| Időpont             | Helyszín                       | Mérkőzés típusa           | Mérkőzés             | Eredmény | Nézők száma |
| ------------------- | ------------------------------ | ------------------------- | -------------------- | -------- | ----------- |
| 2004. október 13.   | Köztársasági Stadion, Chişinău | előselejtező (5. csoport) | Moldova–Skócia       | 1 : 1    | 7 000       |
| 2005. szeptember 7. | Tammela Stadion, Tampere       | előselejtező (1. csoport) | Finnország–Macedónia | 5 : 1    | 6 467       |

##### 2010-es labdarúgó-világbajnokság
| Időpont             | Helyszín                       | Mérkőzés típusa           | Mérkőzés                | Eredmény | Nézők száma |
| ------------------- | ------------------------------ | ------------------------- | ----------------------- | -------- | ----------- |
| 2008. szeptember 6. | Központi Stadion, Wrocław      | előselejtező (3. csoport) | Lengyelország–Szlovénia | 1 : 1    | 7 300       |
| 2009. június 6.     | Központi Stadion, Almaty       | előselejtező (6. csoport) | Kazahsztán–Anglia       | 0 : 4    | 24 000      |
| 2009. október 14.   | Vaszil Levszki Stadion, Szófia | előselejtező (8. csoport) | Bulgária–Grúzia         | 6 : 2    | 700         |

##### 2014-es labdarúgó-világbajnokság
| Időpont             | Helyszín                    | Mérkőzés típusa           | Mérkőzés                 | Eredmény | Nézők száma |
| ------------------- | --------------------------- | ------------------------- | ------------------------ | -------- | ----------- |
| 2012. szeptember 7. | Központi Stadion, Podgorica | előselejtező (H. csoport) | Montenegro–Lengyelország | 2 : 2    | 11 420      |

#### Európa-bajnokság
Lengyelország rendezte a 2006-os U19-es labdarúgó-Európa-bajnokságot, ahol a FIFA/UEFA JB bíróként alkalmazta.
| Időpont          | Helyszín                                  | Mérkőzés típusa        | Mérkőzés                  | Eredmény |
| ---------------- | ----------------------------------------- | ---------------------- | ------------------------- | -------- |
| 2006. július 23. | Dyskobolia Stadion, Grodzisk Wielkopolski | selejtező (A. csoport) | Csehország–Lengyelország  | 2 : 0    |
| 2006. július 18. | Dyskobolia Stadion, Grodzisk Wielkopolski | selejtező (B. csoport) | Spanyolország–Törökország | 5 : 3    |
| 2006. július 29. | Városi Stadion, Swarzędz                  | döntő                  | Spanyolország–Skócia      | 2 : 1    |

Az európai-labdarúgó torna döntőjéhez vezető úton Ausztriába és Svájcba a XIII., a 2008-as labdarúgó-Európa-bajnokságra és Ukrajnába és Lengyelországba a XIV., a 2012-es labdarúgó-Európa-bajnokságra az UEFA JB játékvezetőként foglalkoztatta. 2008-ban a FIFA/UEFA JB tartalék, 4. játékvezetőként foglalkoztatta.

##### 2004-es labdarúgó-Európa-bajnokság
| Időpont          | Helyszín              | Mérkőzés típusa           | Mérkőzés           | Eredmény | Nézők száma |
| ---------------- | --------------------- | ------------------------- | ------------------ | -------- | ----------- |
| 2003. június 11. | Míru Stadion, Olomouc | előselejtező (3. csoport) | Csehország–Moldova | 5 : 0    | 12 097      |

##### 2008-as labdarúgó-Európa-bajnokság
| Időpont             | Helyszín                        | Mérkőzés típusa           | Mérkőzés                   | Eredmény | Nézők száma |
| ------------------- | ------------------------------- | ------------------------- | -------------------------- | -------- | ----------- |
| 2006. augusztus 16. | A.Le Coq Stadion, Tallinn       | előselejtező (E. csoport) | Észtország–Macedónia       | 0 : 1    | 5 000       |
| 2007. március 24.   | Wojska Polskiego Stadion, Varsó | előselejtező (A. csoport) | Lengyelország–Azerbajdzsán | 5 : 0    | 14 000      |
| 2007. június 6.     | Vaszil Levszki Stadion, Szófia  | előselejtező (G. csoport) | Bulgária–Fehéroroszország  | 2 : 1    | 10 227      |

##### 2012-es labdarúgó-Európa-bajnokság
| Időpont             | Helyszín                             | Mérkőzés típusa           | Mérkőzés                    | Eredmény | Nézők száma |
| ------------------- | ------------------------------------ | ------------------------- | --------------------------- | -------- | ----------- |
| 2010. október 8.    | Kombëtar Qemal Stafa Stadion, Tirana | előselejtező (D. csoport) | Albánia–Bosznia-Hercegovina | 1 : 1    | 14 220      |
| 2011. szeptember 6. | Hampden Park Stadion, Glasgow        | előselejtező (I. csoport) | Skócia–Litvánia             | 1 : 0    | 34 071      |

#### Nemzetközi kupamérkőzések

##### UEFA-kupa
| Időpont           | Helyszín             | Mérkőzés típusa            | Mérkőzés                          | Eredmény |
| ----------------- | -------------------- | -------------------------- | --------------------------------- | -------- |
| 2003. október 15. | Népstadion, Budapest | első forduló (2. mérkőzés) | MTK Budapest FC–GNK Dinamo Zagreb | 0 : 0    |

##### Európa Liga
| Időpont          | Helyszín                       | Mérkőzés típusa        | Mérkőzés                               | Eredmény |
| ---------------- | ------------------------------ | ---------------------- | -------------------------------------- | -------- |
| 2012. október 4. | Sóstói Stadion, Székesfehérvár | selejtező (G. csoport) | Videoton FC–Sporting Clube de Portugal | 3 : 0    |